# Frank Schwalba-Hoth
Frank Schwalba-Hoth (Amburgo, 12 dicembre 1952) è un politico tedesco e membro fondatore del partito tedesco de I Verdi (Germania) successivamente chiamato Bündnis 90/Die Grünen.
È stato deputato nel parlamento del Land tedesco dell'Assia ed Europarlamentare.
Attualmente vive a Bruxelles con sua figlia e lavora come analista politico e consulente di strategia politica.

## Biografia e studi

### Esordi e prime esperienze politiche
Nel 1974, dopo aver conseguito il diploma e terminato il servizio militare con il grado di tenente, Frank Schwalba-Hoth ha frequentato l'Università di Marburgo, laureandosi nel 1981.
Frank Schwalba-Hoth ha iniziato a dedicarsi alla politica durante gli anni universitari. Nel 1979 e nel 1980 è stato presidente del consiglio studentesco dell'Università di Marburgo e successivamente ha fondato il primo gruppo studentesco dei Verdi tedeschi (Grün-Bunt-Alternative Liste, GBAL) e la prima rappresentanza studentesca dei Verdi (Allgemeiner Studentenausschuss, AStA) in una università tedesca. È stato inoltre coinvolto nelle iniziative del "3rd International Russell Tribunal" sulla condizione dei diritti umani nella Repubblica Federale Tedesca.

### La sua attività come parlamentare ed eurodeputato

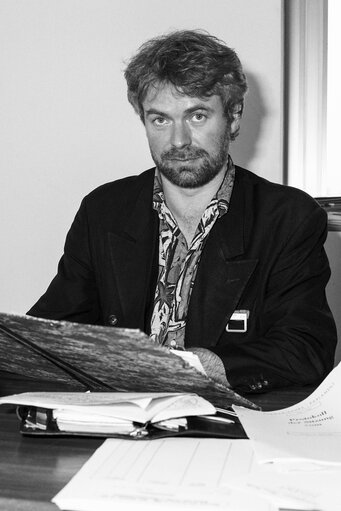
Frank Schwalba-Hoth nel 1990

Nel 1978 è stato cofondatore di vari gruppi pre-partitici di stampo ambientalista e nel 1980 Frank Schwalba-Hoth è stato uno dei membri fondatori del partito tedesco de I Verdi (Germania) successivamente chiamato Bündnis 90/Die Grünen. Nel 1981 e 1982 ha ricoperto la carica di co-presidente e quella di portavoce de I Verdi (Germania) nel Land tedesco dell'Assia. 
Dal dicembre 1982 all'agosto 1983 fu membro del parlamento nel Land dell'Assia, dove ha presentato un progetto di legge riguardante la formazione degli insegnanti: quella è stata la prima legge proposta da Bündnis 90/Die Grünen a essere adottata da un parlamento tedesco.
A inizio degli anni '80, quando il movimento di pace tedesco protestava contro l'intenzione americana d'installare missili di nuova generazione sul territorio tedesco, Frank Schwalba-Hoth, in segno di appoggio al movimento pacifista e protestando contro lo stazionamento degli armamenti nucleari americani sul suolo tedesco, spruzzò il suo sangue contro le medaglie del comandante del V Corps dell'esercito americano, il generale Paul S. Williams, durante il ricevimento tenuto nel Parlamento dell'Assia in onore le truppe americane posizionate sul suolo tedesco.
Dal 1984 al 1987 Frank Schwalba-Hoth è stato eurodeputato. Nel Parlamento Europeo è stato vicepresidente della Commissione per il regolamento e le petizioni, copresidente del Gruppo parlamentare dei Verdi, che in quel periodo si chiamava Gruppo Arcobaleno.
In ragione del principio di rotazione, Frank Schwalba-Hoth si è dimesso nel 1987 a metà della seconda legislatura del Parlamento europeo.

### Dopo l'attività parlamentare: consulenza e networking
Negli anni successivi, Frank Schwalba-Hoth è stato il direttore dell'ufficio di Greenpeace a Bruxelles. Tuttavia, sin dal giorno in cui ha lasciato l'attività di europarlamentare nel 1987, è stato anche consulente e networker.
Nel 1998 ha fondato insieme al vicepresidente del Parlamento europeo, Silvana Koch-Mehrin, la società di consulenza Conseillé+Partners. Ha anche lavorato per il Technical Aid to the Commonwealth of Independent States (TACIS Programme) in Asia Centrale e ha seguito il processo di ratificazione della Convenzione diAarhus in Moldavia e in Ucraina.
Frank Schwalba-Hoth ha venduto la sua azienda e dal 2002 lavora come analista politico e consulente di strategia politica.
Dal 1989 Frank Schwalba-Hoth organizza mensilmente eventi di networking chiamati "Soirée Internationale" con circa sessanta invitati con differenti background professionali, culturali, nazionali e sociali.
Dal 2006 Frank Schwalba-Hoth è membro del Comitato consultivo del Right Livelihood Award creato nel 1980 da Jakob von Uexkull.
Dal 2011 pubblica ogni anno il libro EU Stakeholder directory "900 pagine su chi è chi e su cosa è dove a Bruxelles".

## Pubblicazioni
- Fraktion der Grünen im Hessischen Landtag: Broschüre Die Würde einer Uniform ist antastbar- eine Dokumentation. August 1983
- Lothar Bembenek; Frank Schwalba-Hoth: Hessen hinter Stacheldraht, verdrängt und vergessen: KZs, Lager, Aussenkommandos, Frankfurt, Eichborn Verlag, 1984.
- Katja Ridderbusch: Der Tross von Brüssel, Wien, Czernin Verlag, 2006.
- Frank Schwalba-Hoth: Stakeholder.eu, The Directory for Brussels, Berlin, Lexxion Verlag, 2011 e 2012